# Soziales Vertrauen
Mit sozialem Vertrauen ist in der Soziologie ein intensives Gefühl in der kulturellen Übereinstimmung mit anderen Menschen gemeint. Dadurch entsteht ein stabiles, sich nur langsam veränderndes Vertrauen zwischen Mitgliedern einer Gemeinschaft.
Der US-amerikanische Soziologe Robert D. Putnam hat sich intensiv mit diesem Thema auseinandergesetzt und definiert soziales Vertrauen so:

“I'll do this for you now, without expecting anything immediately in return and perhaps without even knowing you, confident that down the road you or someone else will return the favor.”

„Ich tue dies jetzt für Sie, ohne sofort irgendeinen Ausgleich zu erwarten und möglicherweise sogar ohne Sie zu kennen, in der Überzeugung, dass zu einem späteren Zeitpunkt Sie oder jemand anderes die Gefälligkeit erwidern werden.“

Soziales Vertrauen ist auch ein wichtiger Faktor im Zusammenhang mit der Funktionsweise der Demokratie. Aus sozialem Vertrauen kann zum Beispiel Vertrauen in staatliche Institutionen entstehen, so Putnam in seinem Buch Making Democracy work von 1993, in dem er Nord- und Süditalien vergleicht. Auch hier zeigt sich die wichtige Rolle einer funktionierenden Zivilgesellschaft für die Demokratie.